# اپینوا
اپینوا (به فرانسوی: Épinoy) یک کمون در فرانسه است که در پا-دو-کاله واقع شده‌است. اپینوا ۸٫۰۸ کیلومتر مربع مساحت و ۴۹۸ نفر جمعیت دارد و ۷۶ متر بالاتر از سطح دریا واقع شده‌است.

## نگارخانه

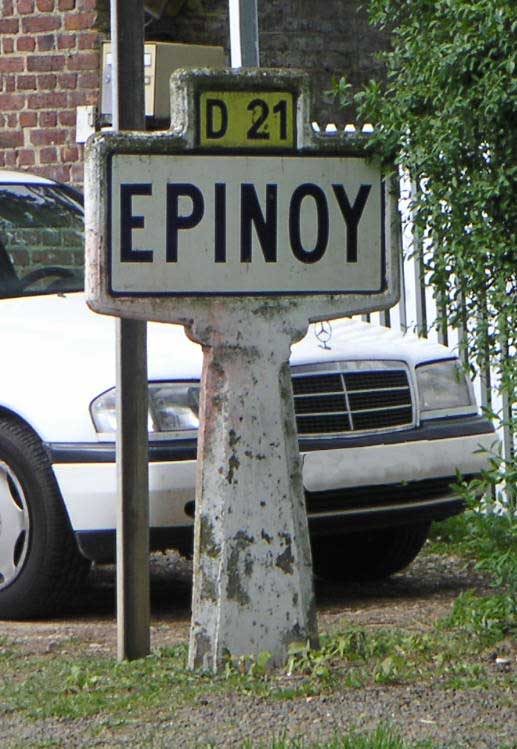
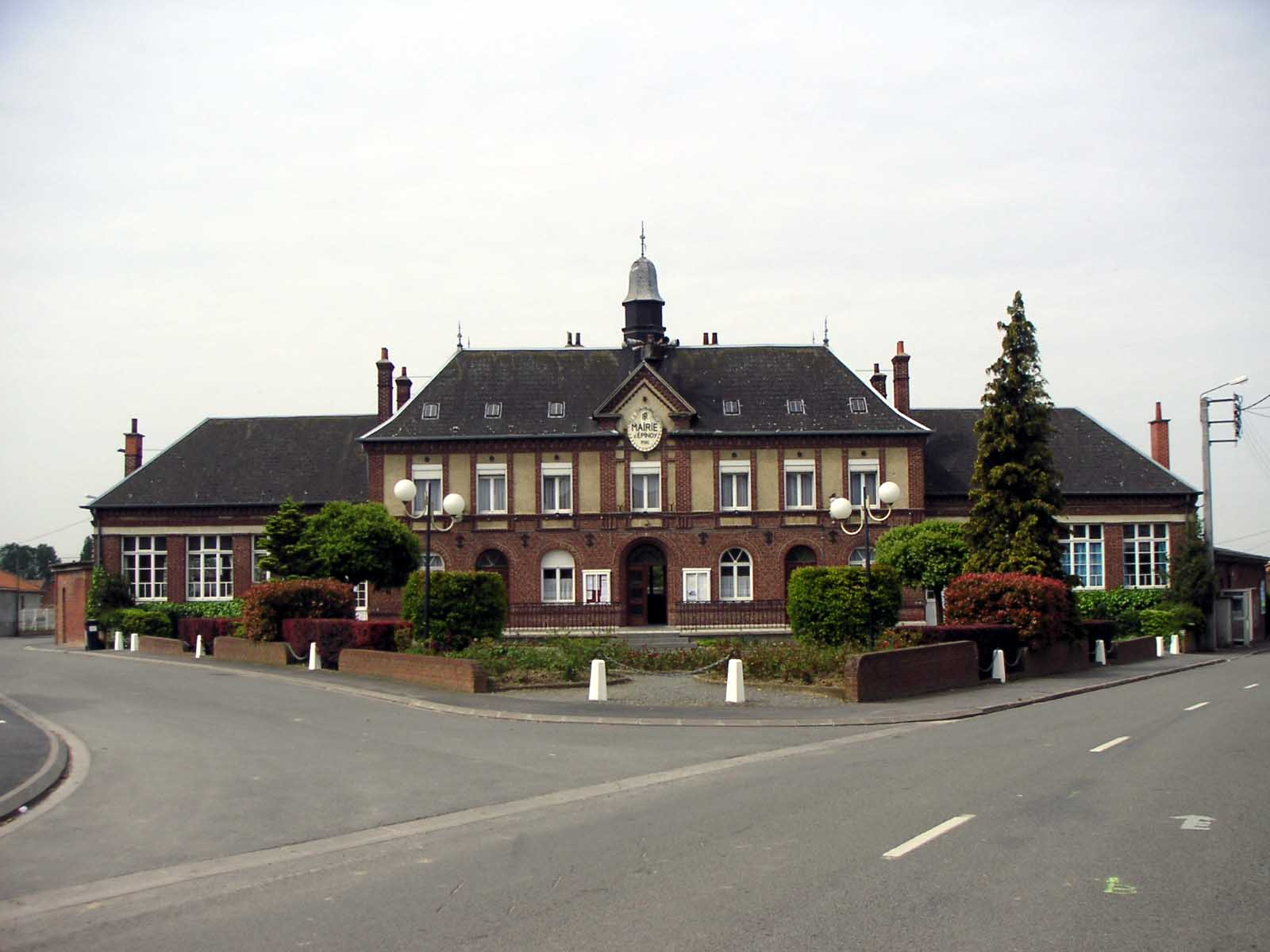